# 日本労働法学会
日本労働法学会（にほんろうどうほうがっかい、英語: Japan Labor Law Association）は、日本の学術研究団体の一つ。 1950年10月27日設立。学術研究団体としての種別は単独学会。
国際活動として本学会会員が主体となった国際労働法社会保障法学会日本支部（Japan Chapter, International Society for Labour and Social Security Law）が組織されており、本学会と密接な協力関係をもって国際活動に参加している。

## 沿革
- 1950年 - 日本労働法学会発足。

## 刊行物

### 日本労働法学会誌
- 誌名（和文）：日本労働法学会誌
- 誌名（欧文）：Journal of labor law
- 創刊年：1951
- 資料種別：ジャーナル（査読付き論文を含む）
- 使用言語：日本語（英文抄録あり）
- 発行形態：印刷体
- 著作権帰属先：学会
- クリエイティブコモンズ：定めていない
- 購読：有料